# Ахметбеков, Жамбыл Аужанович
Жамбыл Аужанович Ахметбеков (каз. Жамбыл Аужанұлы Ахметбеков, род. 11 февраля 1961 года, село Жантеке, Кургальджинский район, Целиноградская область, Казахская ССР, СССР) — казахстанский политический деятель, секретарь центрального комитета Коммунистической народной партии Казахстана, депутат мажилиса парламента Казахстана (с 2012 года).
Кандидат в президенты Казахстана на выборах 2011 и выборах 2019 годов.
Президент Казахстанской Федерации ходьбы и скандинавской ходьбы.

## Биография
В 1978 году окончил среднюю школу имени В. В. Куйбышева в совхозе Кургальджинский Целиноградской области. В 1978—1983 годах учился на факультете механизации сельского хозяйства Целиноградского сельскохозяйственного института. Со студенческих времён играл на гитаре, занимался спортом. Является обладателем чёрного пояса первого дана по карате (стиль сётокан). Происходит из подрода Тинали-Карпык рода Куандык племени аргын.
С сентября 1983 года трудился механиком совхоза Кургальджинский, уже в ноябре 1983 года был избран секретарём комитета комсомола совхоза.
В 1987—1990 годах работал инструктором идеологического отдела Кургальджинского райкома Коммунистической партии Казахской ССР. В 1988 году был награждён знаком ЦК ВЛКСМ.
С апреля 1990 года по апрель 1992 года работал на выборной должности первого секретаря Кургальджинского райкома Ленинского коммунистического союза молодёжи Казахстана и членом бюро Кургальджинского райкома Компартии Казахской ССР.
В 1991—1994 годах учился в Казахстанском институте менеджмента, экономики и прогнозирования на факультете управления.
В 1992—1994 годах трудился заведующим отделом культуры Тенгизской районной администраций Карагандинской области.
В 1994—1995 годах работал на должности заведующего отделом по делам молодежи, туризма и спорта Коргалжынской районной администрации Акмолинской области.
В 1995—1998 годах был заведующим отделом культуры Коргалжынской районной администрации.
В 1998—2001 годах работал командиром взвода, затем заместителем директора по военно-физической подготовке Акмолинского областного военно-технического лицея «Сункар», с 2001 года — методистом районного отдела образования по начальной военной подготовке и спорту.
С сентября 2005 года является руководителем аппарата центрального комитета Коммунистической народной партии Казахстана (КНПК), в марте 2007 года был избран секретарём и членом бюро центрального комитета КНПК.

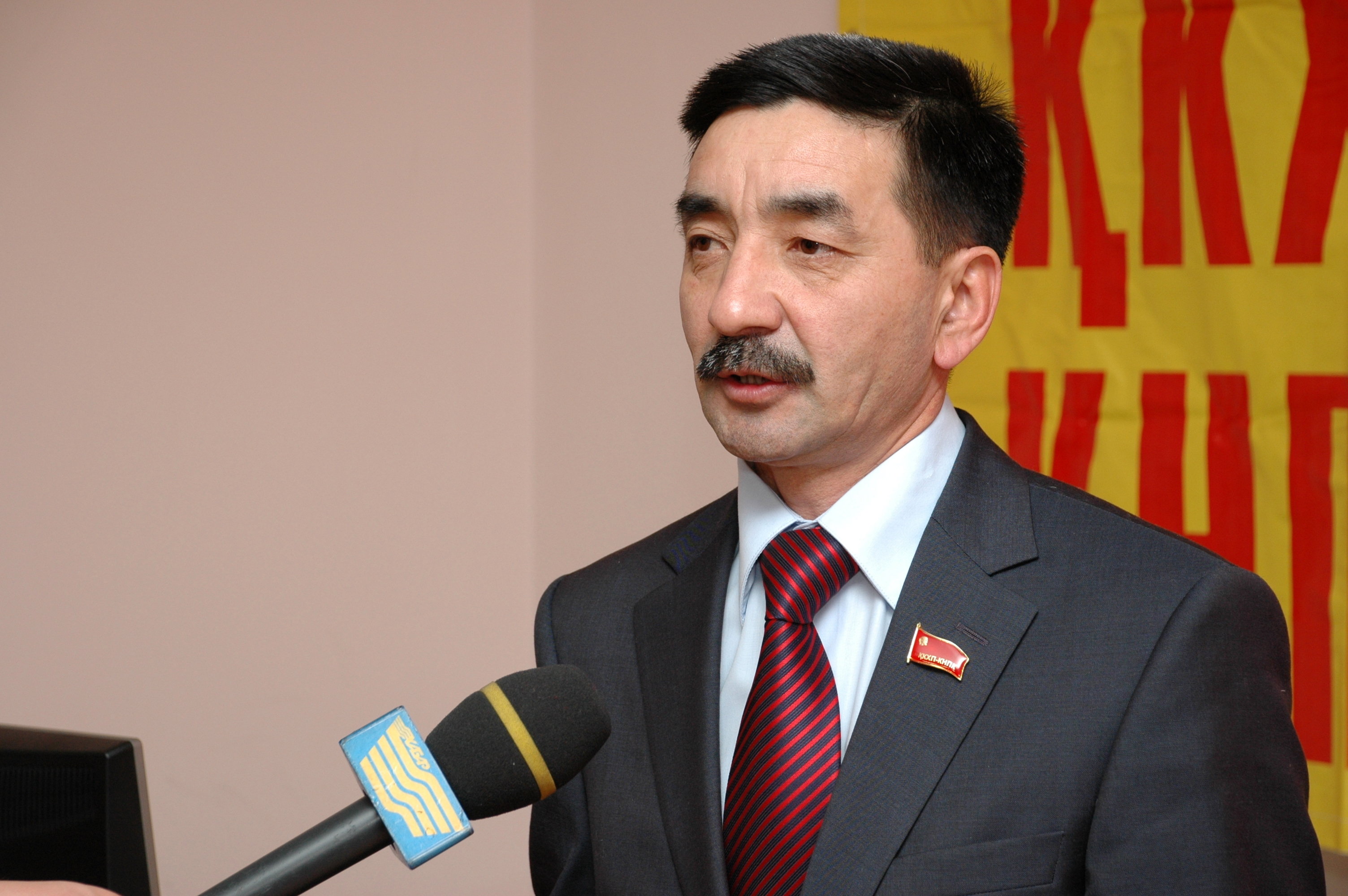
Интервью

14 февраля 2011 года на внеочередном V съезде КНПК в Астане Жамбыл Ахметбеков был выдвинут от партии кандидатом в президенты Казахстана. 17 февраля он сдал экзамен на свободное владение государственным языком, а 26 февраля был зарегистрирован в качестве кандидата Центральной избирательной комиссией Казахстана, собрав в свою поддержку 96 557 подписей избирателей.
Мои цели и цели партии полностью совпадают. Я иду на выборы, чтобы бороться за пост президента и победить. Другого ответа у политика быть не может. Что мы будем считать победой на этих выборах? В многоголосом хоре подпевал и льстецов должна прозвучать хотя бы одна отрезвляющая интонация. Голос простого народа должен быть услышан. Власть должна повернуться лицом к его нуждам и чаяниям. Народ — это больше, чем «Нур Отан», народ — это каждый из нас. Мы считаем своей целью остановить ползучую «ашхабадизацию» всей страны и моральное вырождение власти. Для нас простой народ — это главный камертон и основное нравственное мерило.
Результаты эксит-полла Международного института региональных исследований, проводившегося в Астане, показали, что Назарбаев набрал 95,88 %, Ахметбеков — 1,74 %, Касымов — 1,31 %, Елеусизов − 1,07 %. 5 апреля ЦИК РК объявила окончательные итоги выборов, согласно которым действующий президент Нурсултан Назарбаев набрал 95,55 % голосов избирателей, Гани Касымов — 1,94 % избирателей, Жамбыл Ахметбеков — 1,36 %, Мэлс Елеусизов — 1,15 %.
26 ноября 2011 года состоялся VI внеочередной съезд Коммунистической народной партии Казахстана, на котором были утверждены 23 кандидата от партии в депутаты на выборы мажилиса парламента Казахстана 2012 года, в том числе Жамбыл Ахметбеков. 17 января 2012 года Центральная избирательная комиссия Казахстана огласила окончательные итоги выборов депутатов нижней палаты парламента, избираемых по партийным спискам: Коммунистическая народная партия Казахстана заняла третье место, набрав 7,19 % голосов и 7 депутатских мандатов. Жамбыл Ахметбеков вошёл в состав мажилиса V созыва в числе депутатов от КНПК.
В 2012 году указом Президента Республики Казахстан награждён медалью «Ерен Еңбегі үшін» (За трудовое отличие).
2020 (3 декабря) — Орден «Курмет»

## Спортивная деятельность
3 августа 2018 года основал Казахстанскую Федерацию ходьбы и скандинавской ходьбы и возглавил её в качестве президента федерации .

## Семья
Отец Ахметбеков Аужан (1918—1976) работал бухгалтером-кассиром совхоза Кургальджинский Кургальджинского района Акмолинской  области. Мать Ахметбекова Кульшайра (род. 1929) — пенсионерка.
Женат на Ахметбековой Карлыгаш Уркеновне (род. 1966), которая по профессии является учительницей русского языка и литературы. Имеет четырёх детей: дочери Перизат (род. 1990), Айнур (род. 1995), Аружан (род. 2003), Камила (род. 2006).